# Bo Feierskov
 Der er for få eller ingen kildehenvisninger i denne artikel, hvilket er et problem. Du kan hjælpe ved at angive troværdige kilder til de påstande, som fremføres i artiklen.

Bo Feierskov (født 8. oktober 1960 i Give nær Vejle) er en dansk sanger og sangskriver. Han er mest kendt som forsanger og bassist i bandet Nice Little Penguins, som han stiftede med vennen Michael Kolster og dennes bror Carsten Kolster i 1992.
Feierskov er også medstifter af electropop-bandet Fjernsyn.

## Biografi
Bo Feierskov er født og opvokset i den midtjyske by Give, hvor han i sine helt unge år prøvede scenelivet af med den lokale guitarduo "Bo & Steen". Siden kom han med rockorkestret Heavy Cargo, der havde Søren Lindbjerg på trommer. Han introducerede Bo for guitaristen Michael Kolster, som han efterfølgende knyttede et livslangt venskab med..
Bo er oprindeligt uddannet grafiker og AD'er, og han har ud over sit virke i reklame- og kommunikationsbranchen blandt andet været en del af det kampagneteam, der i 2010-2011 førte valgkampagne for tidligere statsminister, Helle Thorning-Schmidt..
Under kampagnen arbejder Bo Feierskov sammen med fagkollegaen Per Toftager, med hvem han siden stifter Elektropop-bandet Fjernsyn.